# Bissejaure
Bissejaure är en sjö i Arjeplogs kommun i Lappland och ingår i Piteälvens huvudavrinningsområde. Sjön har en area på 0,375 kvadratkilometer och ligger 644 meter över havet. Bissejaure ligger i Piteälven Natura 2000-område. Sjön avvattnas av vattendraget Biessejåkkå.

## Delavrinningsområde
Bissejaure ingår i det delavrinningsområde (736240-158293) som SMHI kallar för Inloppet i 736256-158641. Medelhöjden är 676 meter över havet och ytan är 15,76 kvadratkilometer. Det finns inga avrinningsområden uppströms utan avrinningsområdet är högsta punkten. Biessejåkkå som avvattnar avrinningsområdet har biflödesordning 3, vilket innebär att vattnet flödar genom totalt 3 vattendrag innan det når havet efter 276 kilometer. Avrinningsområdet består mestadels av skog (80 procent). Avrinningsområdet har 0,38 kvadratkilometer vattenytor vilket ger det en sjöprocent på 2,4 procent.